# Zeche Ankunft
Die Zeche Ankunft ist ein ehemaliges Steinkohlenbergwerk im Wittener Ortsteil Vormholz. Das Bergwerk war auch unter dem Namen Zeche Ankunfft Gerichts Herbede bekannt. Das Bergwerk befand sich im Muttental im Bereich der heutigen Straße Altenhöfen und der Berghauser Straße.

## Geschichte

### Die Anfänge
Im Jahr 1749 wurde die Mutung für ein Grubenfeld in Vormholz auf das Flöz Kreftenscheer eingelegt. Am 2. Juli des Jahres 1751 wurde ein Längenfeld verliehen. Das Feld wurde unter dem Namen Ankunft an die Gewerken Henrich Johann Mittelste Berghaus, Johann Rötger Mittelste Berghaus und Johann Dietrich Oberste Frielinghaus verliehen. Nach der Verleihung wurde mit dem Abbau im Flöz Kreftenscheer begonnen. In den Folgejahren kam es zu Streitigkeiten zwischen den Gewerken. Am 26. Januar des Jahres 1771 baten der Gewerke Oberste Frielinghaus vor dem Berggericht um einen Vergleich und um Aufhebung der Eintragungen im Bergbuch. Eine Entscheidung wurde jedoch nicht erzielt.

### Die weiteren Jahre
Ab dem Jahr 1783 war ein Schichtmeister auf dem Bergwerk tätig, der auch auf der Zeche Anclam die Aufsicht führte. Im Jahr 1787 wurde die Zeche Ankunft in die Niemeyersche Karte eingetragen. Der Betrieb auf dem Bergwerk richtete sich nach dem Absatz und wurde bei Absatzmangel eingestellt. Ab dem Juli des Jahres 1798 war das Bergwerk wieder in Betrieb. Zu diesem Zeitpunkt waren bereits ein Aufhauen nach Übertage und ein Oberstollen vorhanden. Im Jahr 1805 wurde der Abbau im Bereich Schacht Walter betrieben. In diesem Jahr wurde bereits mit den Teufarbeiten für den Schacht Blondine begonnen. Der Schacht wurde auch Schacht Blondina genannt. Er wurde auf der Wiese nordöstlich des heutigen Feuerwehrturmes angesetzt und tonnlägig abgeteuft. Im darauffolgenden Jahr wurden die Teufarbeiten weiter geführt. Der Schacht Blondine wurde bis zur Stollensohle abgeteuft. Der Schacht erhielt einen Pferdegöpel. Das Pferd und der Pferdetreiber waren nicht beim Bergwerk angelegt, sondern wurden für den Betrieb des Göpels für eine bestimmte Zeit lang hierfür verpflichtet.

### Die letzten Jahre
Im Jahr 1808 wurde mit den Teufarbeiten für den Schacht Gotthelf begonnen. Der Schacht wurde im Bereich der heutigen Gastwirtschaft „Zur alten Tür“ angesetzt. Er wurde tonnlägig bis auf eine Teufe von 58 Metern abgeteuft. Im selben Jahr wurde der Betrieb an Schacht Blondine vorläufig eingestellt. Der Pferdegöpel von Schacht Blondine wurde anschließend zum Schacht Gotthelf umgesetzt und dort in Betrieb genommen. Am 24. August desselben Jahres wurde die Zeche Ankunft mit der Zeche Anclam unterhalb der Stollensohle zur Zeche Vereinigte Ankunft & Anclam konsolidiert. Oberhalb der Stollensohle blieb die Zeche Ankunft weiterhin eigenständig in Betrieb. Anfang des darauffolgenden Jahres wurde mit der Förderung an Schacht Gotthelf begonnen. Im Jahr 1810 waren die Schächte Blondina und Gotthelf in Betrieb. In den Jahren ab 1815 war nur noch der Schacht Gotthelf in Betrieb. Im August des Jahres 1828 wurde die Zeche Ankunft stillgelegt.